# Lubelski Węgiel „Bogdanka”
Lubelski Węgiel „Bogdanka” S.A. – polski producent węgla kamiennego z siedzibą we wsi Bogdanka koło Łęcznej niedaleko Lublina w zagłębiu lubelskim. Obszar górniczy, na którym prowadzona jest eksploatacja jest położony na terenie gminy Puchaczów.
W 1975 roku zaczęto budowę tej „pilotażowej” kopalni, pierwszej w całym zagłębiu. Obecnie kopalnia pod nazwą Lubelski Węgiel Bogdanka S.A. W 2009 roku zysk netto tej kopalni wyniósł 190,84 mln PLN przy wydobyciu 5,6 mln ton węgla. W 2014 roku natomiast zysk netto kopalni osiągnął poziom 272,35 mln PLN przy wydobyciu 9,2 mln ton węgla. Bogdanka jest obecnie najbardziej dochodową kopalnią węgla kamiennego w Polsce. W pierwszym kwartale 2015 r. sytuacja rynkowa Lubelskiego Węgla pogorszyła się – sprzedaż węgla spadła o 12,5%, jego wydobycie – o 11%, a zysk netto – o 47,8%, co spowodowało konieczność przyjęcia planów ograniczenia zatrudnienia i inwestycji.

## Historia

### Badania złoża
Pierwsza wzmianka o znalezieniu węgla na głębokości 15 m na Wołyniu pojawiła się w notatce W. Choroszewskiego zamieszczonej w Pamiętniku Fizjograficznym w roku 1881. Trzydzieści lat później, w 1911, geolog rosyjski M. Tietajew sformułował hipotezę opartą na ogólnej znajomości geologicznej tej części Europy, że na zachodnim skłonie ukraińskiego masywu krystalicznego mogą występować utwory karbonu. Badania masywu podjął geolog prof. J. Samsonowicz, który penetrując okolice Pełczy na zachodnim Wołyniu, znalazł w 1931 otoczki krzemieni karbońskich. Rok później przedstawił swoją koncepcję występowania utworów karbonu na Wołyniu wraz z opracowaniem jego hipotetycznego rozmieszczenia na obszarze zachodniego Wołynia i południowego Polesia. W okresie międzywojennym rozpoczęte zostały roboty poszukiwawcze. W 1938, w Tartakowie, na głębokości 239 m odwiercono karbon produktywny i data ta uchodzi za początki rozpoznania wołyńsko-lubelskiego basenu węglowego.
Przerwane przez II wojnę światową poszukiwania zostały wznowione w latach pięćdziesiątych – w 1955 odwiercono otwór poszukiwawczy w Chełmie, w którym natrafiono na karbon na głębokości od 580 do 1208 m. Rozpoczęte wiercenia (6 otworów wiertniczych) i badania geofizyczne, prowadzone przez Instytut Geologiczny, zaowocowały podjęciem w 1964 decyzji o wierceniach rozpoznawczo-badawczych przez Centralny Urząd Geologiczny i rozpoczęciu prac poszukiwawczych przez Instytut Geologiczny, Oddział Górnośląski w Sosnowcu. W 1965 pobrano pierwsze próby węgla z otworu Łęczna IG-1. Następne lata to okres dokumentowania złoża lubelskiego przez zespół Oddziału Górnośląskiego pod kierunkiem mgr inż. Józefa Porzyckiego. W styczniu 1975 Rada Ministrów Uchwałą Nr 15/75 podjęła decyzję o budowie Kopalni Pilotująco-Wydobywczej LZW w Bogdance, a Zarządzeniem Nr 4 Ministra Górnictwa i Energetyki utworzono przedsiębiorstwo państwowe pod nazwą Kopalnie Lubelskiego Zagłębia Węglowego w Budowie.

### Giełda papierów wartościowych
25 czerwca 2009 akcje przedsiębiorstwa zadebiutowały na Giełdzie Papierów Wartościowych w Warszawie. W związku z emisją Skarb Państwa uzyskał 528 mln zł. Kolejny etap prywatyzacji miał miejsce 9 marca 2010. Ministerstwo Skarbu Państwa sprzedało w tym dniu na giełdzie 46,7% akcji Lubelskiego Węgla Bogdanka za ponad 1,1 miliarda złotych, po 70,50 zł za sztukę. Po tej transakcji Skarbowi Państwa pozostało 4,97% akcji kopalni. W kolejnych latach Skarb Państwa zmniejszał jeszcze swój udział w kapitale Lubelskiego Węgla Bogdanka S.A. W 2015 roku 65% udziałów kupiła kontrolowana przez Skarb Państwa spółka energetyczna Enea.

#### Akcjonariat
Na dzień 20 marca 2019 roku stan akcjonariatu Lubelskiego Węgla Bogdanka S.A. przedstawiał się następująco :
| Akcjonariusze | Udział w kapitale [%] |
| ------------- | --------------------- |
| Grupa Enea    | 66,0                  |
| TFI PZU SA    | 9,8                   |
| Pozostali     | 24,2                  |

W 2015 roku kopalnia w Bogdance notowana jest w indeksach GPW: WIG20, WIG30, Respect Index i WIG-Surowce.

## Stan aktualny

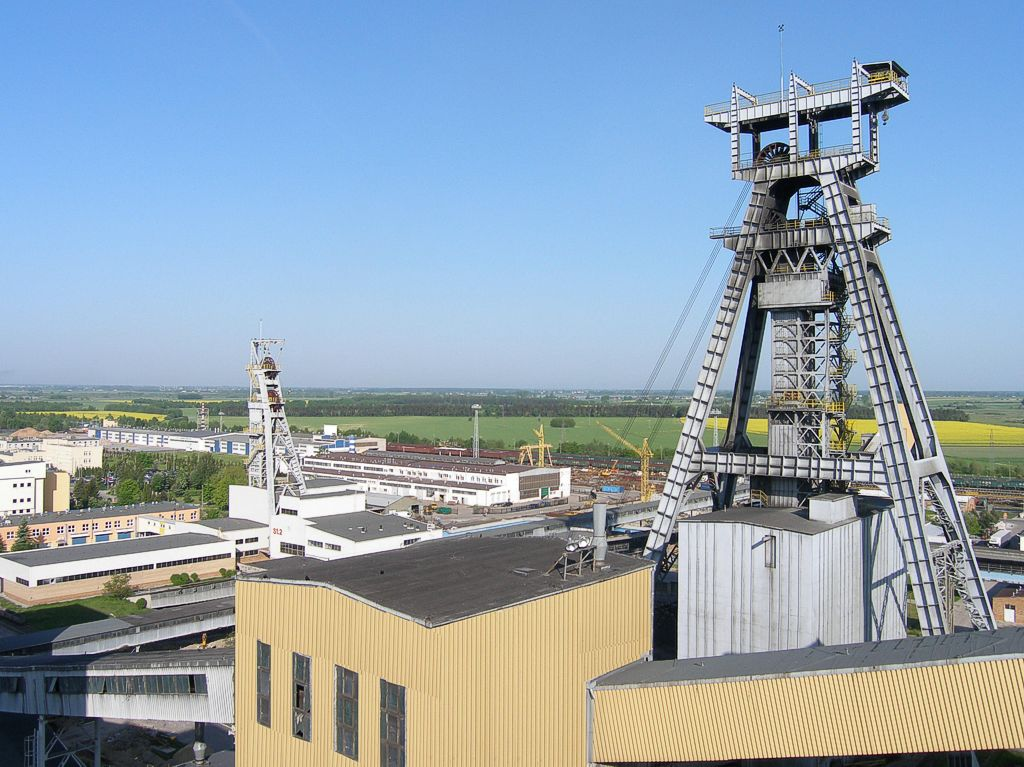
Widok ogólny na LW Bogdanka S.A.

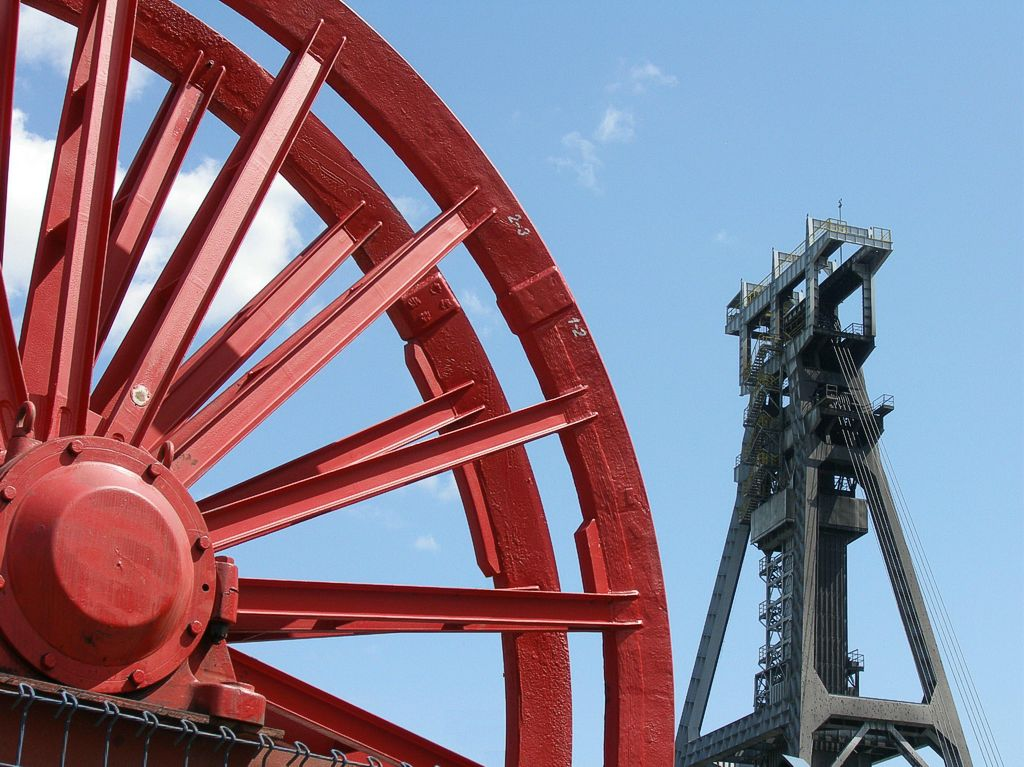
Widok na wieżę szybową na Bogdance

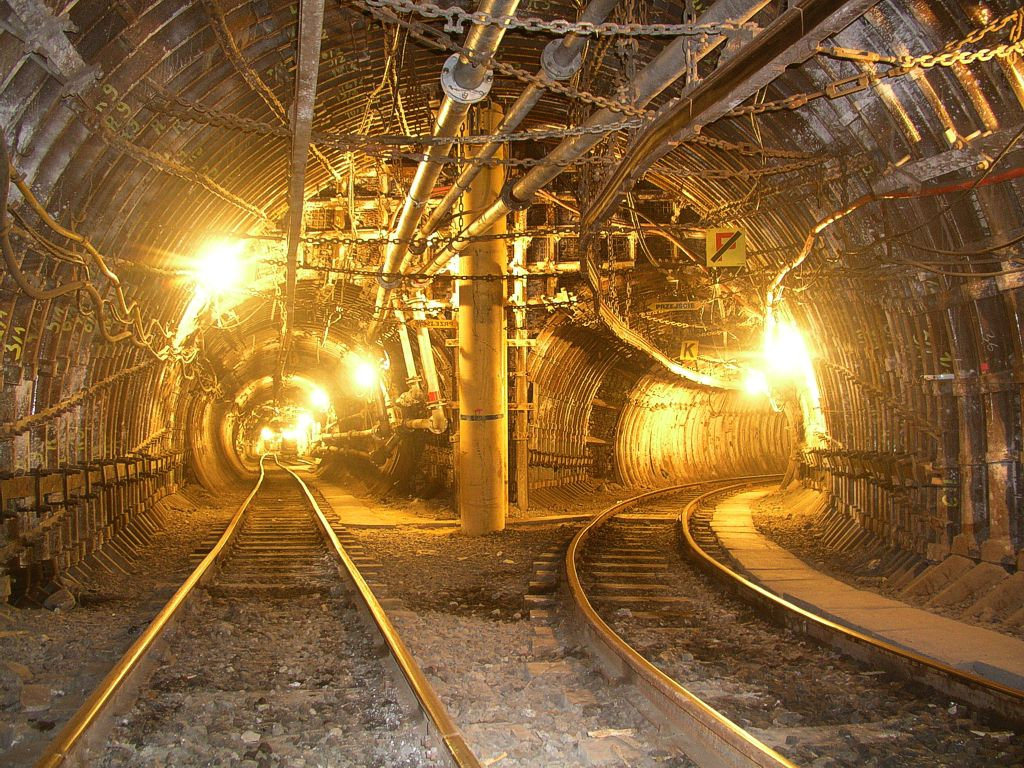
Bogdanka – dół

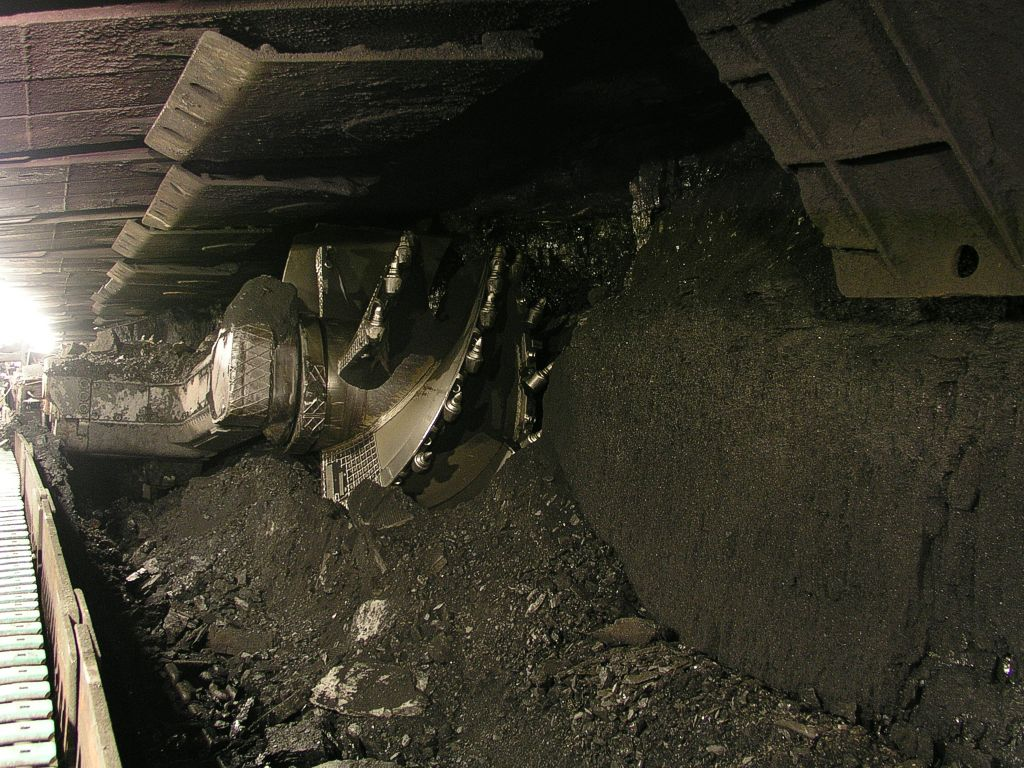
Bogdanka – kombajn ścianowy

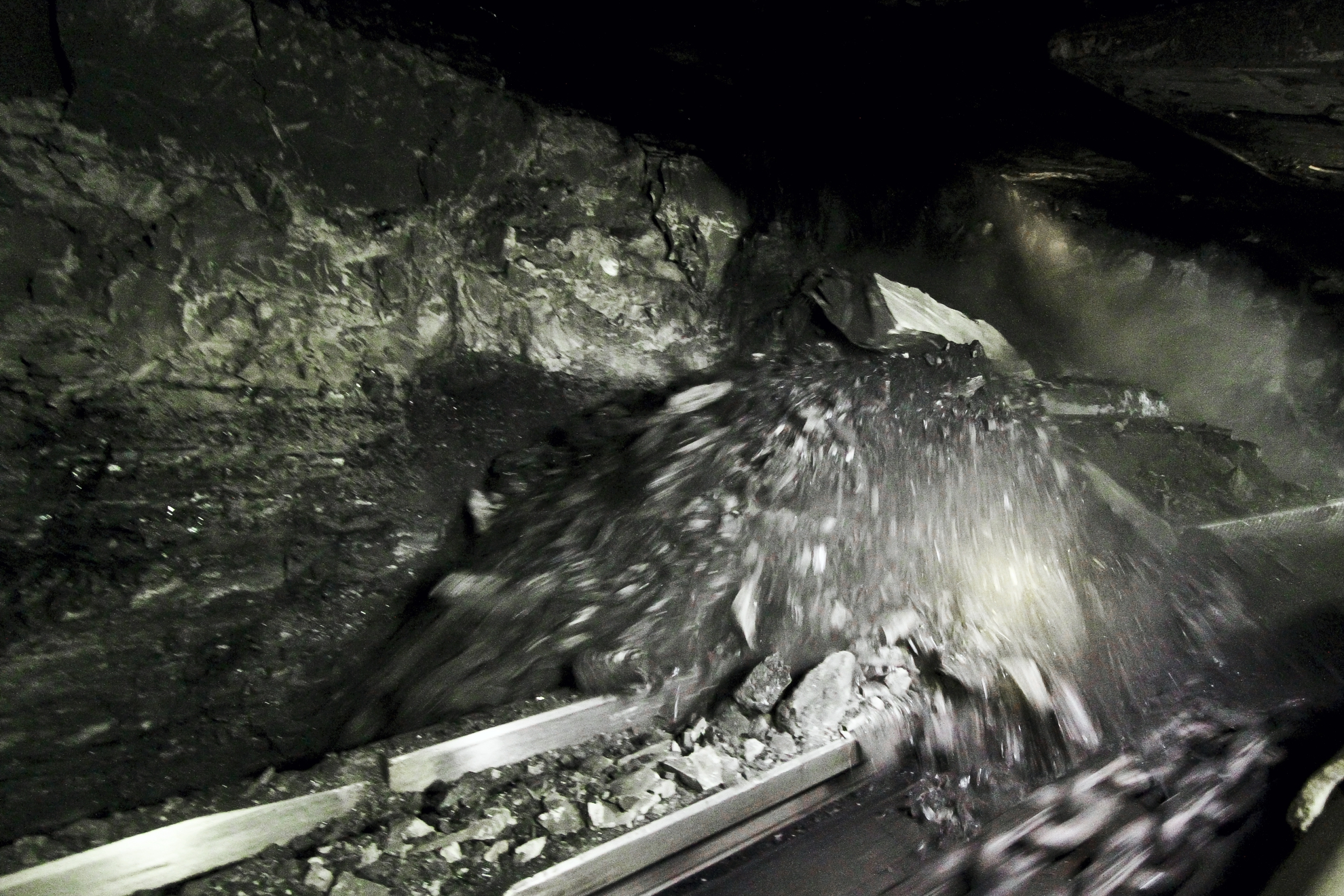
Bogdanka – ściana strugowa

Lubelski Węgiel „Bogdanka” S.A. jest jedyną kopalnią eksploatującą węgiel kamienny w zagłębiu lubelskim.
Kopalnia „Bogdanka” została zlokalizowana w Centralnym Rejonie Węglowym (CRW) położonym w północno-wschodniej, najlepiej rozpoznanej części Lubelskiego Zagłębia Węglowego. Pod względem geograficznym Centralny Okręg Węglowy leży w granicach Polesia Lubelskiego, a tylko niewielkie jego fragmenty przechodzą na Wyżynę Lubelską. Pod względem administracyjnym kopalnia „Bogdanka” położona jest w województwie lubelskim, na obszarze gminy Puchaczów.

### Charakterystyka złoża
Operatywne zasoby węgla wynoszą ok. 235 milionów ton. Jest to węgiel gazowo-płomienny.
Kopalnia posiada koncesje na eksploatację trzech złóż węgla: Bogdanka, K-3 i Ostrów .
Głębokość eksploatacji od 860 do 1100 m. W granicach kopalni pozostaje obszar górniczy o powierzchni 73,3 km².

### Opis
Treść tej sekcji może nie być zgodna z zasadami neutralnego punktu widzenia.
Dokładniejsze informacje o tym, co należy poprawić, być może znajdują się w dyskusji tej sekcji.
 Po wyeliminowaniu niedoskonałości należy usunąć szablon [[Szablon:Dopracować|]] z tej sekcji.
Lubelski Węgiel „Bogdanka” S.A. jest jednym z liderów rynku producentów węgla kamiennego w Polsce, wyróżniających się na tle branży pod względem osiąganych wyników finansowych, wydajności wydobycia węgla kamiennego oraz planów inwestycyjnych zakładających udostępnienie nowych złóż. Sprzedawany przez spółkę węgiel kamienny energetyczny stosowany jest przede wszystkim do produkcji energii elektrycznej, cieplnej i produkcji cementu. Odbiorcami spółki są w głównej mierze firmy przemysłowe, przede wszystkim podmioty prowadzące działalność w branży elektroenergetycznej zlokalizowane we wschodniej i północno-wschodniej Polsce.
Spółka posiada koncesje na:
1. wydobycie węgla kamiennego
2. oraz licencję przewoźnika kolejowego (identyfikator literowy – LBW[9]).

We wrześniu 2019 roku LW Bogdanka zatrudniała ok. 4861 pracowników.

### Produkcja
|      | Produkcja (tys. ton) |
| ---- | -------------------- |
| 2007 | 5 121                |
| 2008 | 5 576                |
| 2009 | 5 236                |
| 2010 | 5 800                |
| 2011 | 5 838                |
| 2012 | 7 785                |
| 2013 | 8 345                |
| 2014 | 9 191                |
| 2015 | 8 457                |
| 2016 | 9 038                |
| 2017 | 9 050                |
| 2018 | 9 007                |
| 2019 | 9 451                |
| 2020 | 7 612                |
| 2021 | 9 935                |